# Republik
Eine Republik (von lateinisch res publica, wörtlich eigentlich „öffentliche Sache“, „öffentliche Angelegenheit“; meist in der Bedeutung von Gemeinwesen, Staat) ist eine Sammelbezeichnung für alle nicht-monarchischen Staatsformen. Zumeist hat das Staatsvolk in einer Republik die höchste Gewalt und ist oberste Quelle der staatlichen Legitimität. Ausnahmen sind die Diktatur und die Adelsrepublik. Die Bezeichnung Republik wird vielfach verwendet, ohne dass eine trennscharfe Definition vorliegt.

## Begrifflichkeit
Für das Wort Republik gibt es historisch drei Definitionen, die sich zum Teil überschneiden oder ergänzen:
1. ein Staat, in dem die Herrschaft von zeitlich befristeten Wahlämtern ausgeübt wird. Das Antonym ist Monarchie. In diesem Sinne können sowohl Aristokratien als auch Demokratien Republiken sein.
2. ein Staat, der am Gemeinwohl orientiert ist. Das Antonym ist Despotie.
3. Staaten mit Volkssouveränität, in denen die Partizipation der Bürger für notwendig gehalten wird. Eine liberale Staatsauffassung, die es bei der Sicherung der Grundrechte bewenden lässt, gilt einem so verstandenen Republikanismus als defizitär. Antonyme hierzu sind sowohl Monarchie als auch Aristokratie.[3]

Für die Zeit seit dem 20. Jahrhundert stellten Wolfgang Mager oder auch Josef Isensee eine Sinnentleerung und inflationäre Verwendung des Wortes fest. Der Begriff Demokratie bestimmte und ersetzte den Begriff der Republik, wobei die Unterschiede der Bedeutungen, „vom Volk gewählte Regierung“ (Demokratie) und „dem Gemeinwohl dienende Politik“ (Republik), verwischt wurden, wie Hans Buchheim herausgearbeitet hat.
Einzelne Staatsrechtler wie Rolf Gröschner haben versucht, den ursprünglichen Sinn des Republikbegriffs in seiner grundsätzlichen Bedeutung für Staat und Politik wiederzugewinnen. Er definiert Republik als verfassungsrechtliche Ordnung, die durch Freiheit legitimiert, in Ämtern organisiert und am Gemeinwohl orientiert ist. In diesem Sinne muss der Legitimierung der Regierung durch die Volkswahl auch die Verpflichtung der Gewählten auf das Volkswohl entsprechen. Das demokratische Prinzip braucht also notwendig die Ergänzung durch das republikanische Prinzip, da die demokratische Wahl alleine noch keine am Volkswohl orientierte Politik garantiert.
In der Bedeutungsgeschichte entsprechend der Darstellung Wolfgang Magers im Handwörterbuch Geschichtliche Grundbegriffe lassen sich verschiedene antike, mittelalterliche und neuzeitliche Begriffsbildungen unterscheiden. War für Cicero (106 v. Chr.–43 v. Chr.) eine Republik Sache von Volk und Senat, so im römischen Kaiserreich (27 v. Chr.–284 n. Chr.) Sache des Kaisers als Amtsträger, der das Volk vertrat, und seines Staatsapparats im Dienst am öffentlichen Wohl.
Von den Karolingern als personale Königsherrschaft über das Volk wieder aufgenommen, wandelte sich der Begriff zur Bezeichnung von Körperschaften, wobei auch die Christenheit oder eine Universität als res publica verstanden werden konnten. Man unterschied dabei res publica in drei Bedeutungen: als Bezeichnung der römischen Verfassung, als Körperschaft und als Gemeinwesen.
Mit der spätmittelalterlichen Aristotelesrezeption wurde der Republikbegriff durch den Souveränitätsgedanken, der die Unterscheidung von Souverän und Untertan mit sich brachte, entscheidend umgestaltet: Republik wurde nun zur politischen Organisation der Gesellschaft (civitas, societas civilis) durch eine souveräne Regierung und damit fast gleichbedeutend mit dem modernen Begriff des Staates. „Unter dem Staat (république) versteht man die am Recht orientierte, souveräne Regierungsgewalt über eine Vielzahl von Haushaltungen und das, was ihnen gemeinsam ist“ (Jean Bodin). In diesem durch Bodin fixierten Sinne entspricht Republik dem Begriff Gemeinwesen (commonwealth, communauté), das am Gemeinwohl (common good, bien commun) orientiert ist. Bis zum 17. Jahrhundert wurde Republik in diesem breiteren Sinn gebraucht und umfasste auch aristokratische Staaten, Oligarchien und Monarchien.
Während des 17. und 18. Jahrhunderts verschob sich die Bedeutung des Begriffs, um eine Distanz zu den absolutistischen Herrschaftsformen auszudrücken. Der positiv besetzte Begriff der Republik schied damit die Begriffselemente aus, die als inakzeptabel angesehen wurden: Republik sollte nur eine Form der Regierung heißen, deren Führer entsprechend den Regeln einer Verfassung bestimmt wird, anstatt sein Amt als Mitglied einer Dynastie zu erben.
In der Zeit der Restauration konnte aber beispielsweise in den frühromantischen Schriften Friedrich Schlegels, der sich an Gegenbildern zum Politikverständnis der französischen Revolution orientierte, der Republikanismus wieder im Sinne der Orientierung der Politik am Gemeinwohl als mit einer Monarchie vereinbar betrachtet werden.
In der Lehre der Staatsformen versteht man heute meist Republik als das Gegenmodell zur Monarchie, als die Staatsform, in der es keinen König gibt. In der Fachliteratur findet man aber Differenzierungen, die auch die britische Monarchie und autokratische Formen der Herrschaft als Republik zu klassifizieren erlauben. Die Verengung geht auf den deutschen Vormärz zurück, als radikale Republikaner von der Abschaffung der Monarchie die Lösung aller Probleme erwarteten.

## Geschichte

### Antike
Erste Ansätze einer am Gemeinwohl orientierten Gesellschaft erschienen in der Schrift Politika (Πολιτικά) des Aristoteles. Er teilte die sechs ihm bekannten Herrschaftsformen in zwei Kategorien:
- die guten, am Gemeinwohl orientierten (Monarchie, Aristokratie, Politie), und
- deren Entartungen, die sich nur nach dem Bedürfnis der herrschenden Gruppe richten (Tyrannis, Oligarchie, Demokratie beziehungsweise Ochlokratie). Dabei ist zu beachten, dass die Staatsform, die Aristoteles als „politia“ bezeichnet, unserem Verständnis von Demokratie entspricht, während er deren Entartung, nämlich die schrankenlose Willkürherrschaft der Mehrheit, unter „demokratia“ versteht.

Die Republik als politisches Konzept zur Lenkung des Gemeinwesens und als Bezeichnung desselben taucht erstmals mit der antiken Römischen Republik auf. Sie baute auf dem philosophischen Gedankengut der Griechen auf. Cicero interpretierte in seinem Werk De re publica den Staat als Sache des Volkes: Res publica res populi – übersetzt öffentliche Sache; Sache des Volkes.
Ihre Entstehung hat die Republik im Wesentlichen dem auch heutzutage noch zu beobachtenden Phänomen zu verdanken, dass große oder gar uneingeschränkte Macht in den Händen eines Einzelnen nicht selten zum Zweck persönlicher Bereicherung eingesetzt wird, einhergehend mit Unterdrückung und Ausbeutung der Beherrschten. Eine solche Situation führte ca. 500 v. Chr. zum Aufstand der Bevölkerung Roms gegen die Königsherrschaft und zur Vertreibung des letzten römischen Königs Lucius Tarquinius Superbus. Es wurde beschlossen, fortan niemals wieder einen König (lat. rex) zu dulden. An seiner statt wurden Konsuln (v. lat. consules „Befrager des Volks od. Senates“) zur Führung des Gemeinwesens bestimmt, deren Macht mehrfach begrenzt war: Zum einen wurden sie vom römischen Volk lediglich für ein Jahr gewählt (Prinzip der Annuität). Zum anderen wurden für jede Amtsperiode zwei Konsuln bestimmt (Prinzip der Kollegialität), wenngleich jeder mit voller Gewalt ausgestattet war. Zunehmend wurden die Konsuln ermächtigt, für gewisse Aufgaben Gehilfen einzusetzen. Während im Lateinischen die Bezeichnung res publica auch allgemein für den Staat verwendet wurde, benannte man zur Verdeutlichung die Republik auch als res publica libera (freier Staat).
Parallel zur Römischen Republik entwickelte sich die Attische Demokratie in Griechenland, die von 461 bis 322 v. Chr. bestand.

### Neuzeit

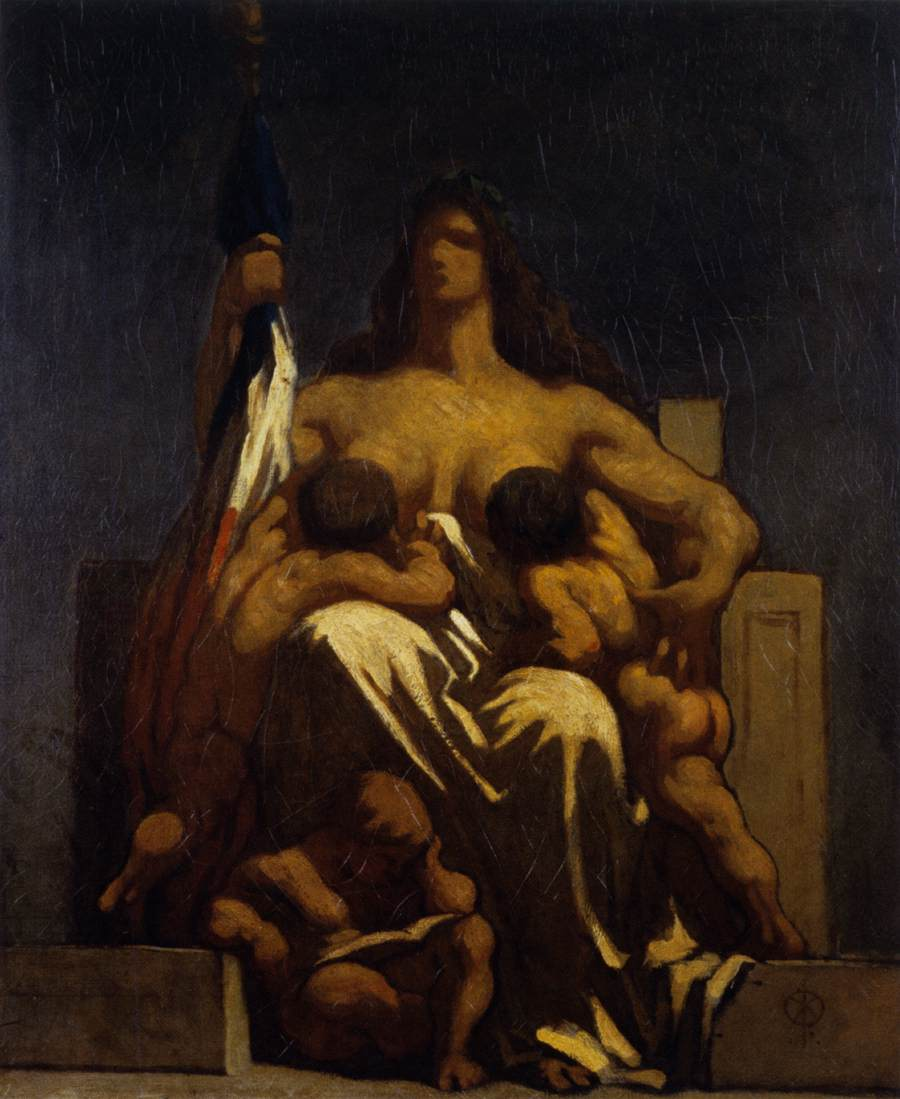
Honoré Daumiers Gemälde von 1848 mit der personifizierten Republik, die nährt und lehrt.

Niccolò Machiavelli unterschied die Staaten der Welt ausschließlich in Republiken und Fürstentümer. Zu Zeiten der Amerikanischen und der Französischen Revolution wurde die Republik als Gegenmodell zur unmittelbaren Demokratie verstanden. Ihr sollten die Prinzipien der Repräsentation sowie die Trennung von gesetzgebender und ausführender Gewalt anhaften. In der Lehre Rousseaus sollte das kein Widerspruch zur Monarchie sein: So verweist er in einer nicht in jede Übersetzung übernommenen Fußnote seines Gesellschaftsvertrages explizit darauf, dass auch eine Monarchie republikanisch sein kann. Für Rousseau ist das entscheidende Kriterium einer republikanischen Regierung ihre Gesetzmäßigkeit und Legitimität. Jedwede Form der Willkür und Despotie erachtet er als nicht republikanisch. So konnte auch Robespierre 1791 erklären, das Wort Republik bezeichne keine besondere Regierungsform: Vielmehr könnten alle Regierungen freier Männer so genannt werden, die ein Vaterland haben. Man könne mit einem Monarchen und mit einem Senat frei sein. Die aktuelle französische Verfassung (nach moderner Begrifflichkeit eine konstitutionelle Monarchie) nannte er «une république avec un monarque», „eine Republik mit einem Monarchen“. Mit der Abschaffung der französischen Monarchie am 22. September 1792 wurden Republik und Demokratie in Frankreich Synonyme. Erst mit der Etablierung des Begriffs der repräsentativen Demokratie lösten sich die demokratischen Elemente vom Republikbegriff, der nun nurmehr das Antonym zur Monarchie war.

## Formen der Republik
Die innere Ausgestaltung einer Republik variiert von Staat zu Staat. Häufig kommen Republiken mit demokratischer Regierung vor, so zum Beispiel die Bundesrepublik Deutschland. Das muss aber nicht so sein. Das Merkmal republikanisch sagt nur aus, dass kein Monarch den Staat regiert. Sämtliche anderen Herrschaftsformen und Regierungssysteme sind denkbar. Die Mitbestimmung des Volkes bei der staatlichen Willensbildung ist nicht zwingend notwendig.
Im Gegensatz dazu können auch Monarchien sehr demokratisch sein. So zum Beispiel ist das Vereinigte Königreich eine konstitutionelle Monarchie, die demokratisch-parlamentarisch regiert wird. Trotz Demokratie handelt es sich nicht um eine Republik. Mit der Bezeichnung der Staatsform wird keine Aussage zur Qualität der vorherrschenden demokratischen Mitbestimmung getroffen.

### Demokratische Republik
Sowohl das Staatsoberhaupt als auch die Volksvertreter werden in einer demokratischen Republik auf Zeit vom Wahlvolk direkt oder indirekt gewählt. Die meisten demokratischen Republiken haben ein repräsentatives demokratisches Regierungssystem.

#### Präsidialrepublik
Bei einer Präsidialrepublik hat ein durch eine (quasi-)direkte Volkswahl gewählter Staatspräsident als Staatsoberhaupt und Regierungschef die Regierungsgewalt inne. Es herrscht ein System der strikten Gewaltenteilung vor. Dieses System gibt es z. B. in den USA und in fast allen lateinamerikanischen Staaten.

#### Semipräsidialrepublik
Für das semipräsidentielle Regierungssystem existiert eine zweiköpfige Exekutive, aus Präsident und Regierungschef (Premierminister, Kanzler oder Ministerpräsident), wie sie für ein parlamentarisches Regierungssystem (siehe unten) typisch ist. Allerdings haben in Gegensatz zu diesem Regierungssystem beide signifikante Macht. Dieses System gibt es z. B. in Frankreich oder der Ukraine.

#### Parlamentarische Republik
In einem parlamentarischen Regierungssystem existiert eine starke Gewaltenverschränkung. So wählt das Parlament einen vom Vertrauen der Parlamentsmehrheit abhängigen Regierungschef. Der wird trotzdem durch einen entweder auch durch das Parlament oder direkt durch das Volk gewählten schwachen Präsidenten kontrolliert. Dieses System gibt es in vielen europäischen Staaten, u. a. in Deutschland.

#### System der Parlamentsgebundenen Exekutivgewalt
In einem System der Parlamentsgebundenen Exekutivgewalt gibt es eine noch stärkere Gewaltenverschränkung, da hier das Parlament den Regierungschef wählt, der zugleich Staatsoberhaupt (Präsident) ist. Dieser ist in der Regel vom Vertrauen der Parlamentsmehrheit abhängig, kann demnach also auch abgewählt werden. Ein derartiges System findet sich beispielsweise in Südafrika, Botswana, Guyana, den Marshall-Inseln, Kiribati und Nauru. 
In Suriname und Mikronesien gibt es die Besonderheit, dass der Staats- und Regierungschef zwar vom Parlament gewählt wird, diesem gegenüber dann aber nicht mehr verantwortlich ist.  

#### Republik im deutschen Verfassungsrecht

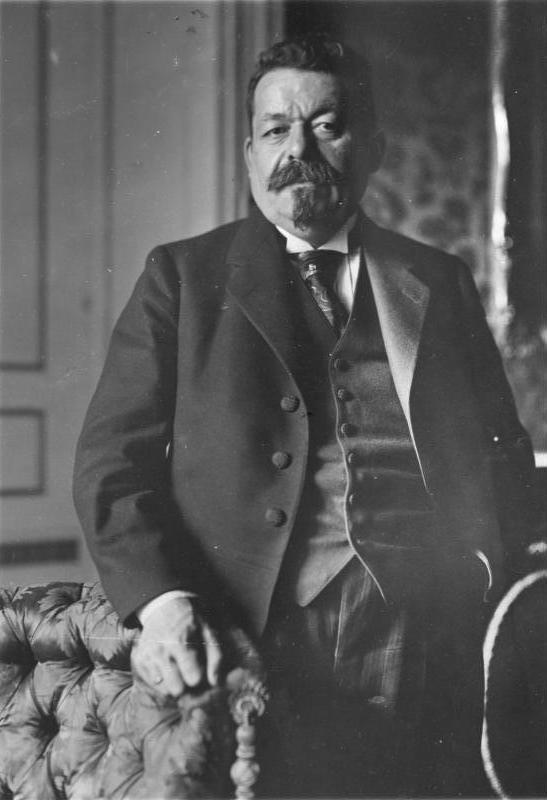
Friedrich Ebert, erster Reichspräsident der Deutschen Republik, 1922

Schon die Weimarer Reichsverfassung (WRV) schrieb das republikanische Prinzip als Staatsform verbindlich fest, sowohl für den Gesamtstaat (Art. 1 Abs. 1 WRV: „Das Deutsche Reich ist eine Republik.“) wie für die einzelnen Länder (Art. 17 Abs. 1 WRV: „Jedes Land muß eine freistaatliche Verfassung haben.“) – es symbolisierte die Abkehr vom Kaiserreich, stellt aber auch eine Absage an den Typus der Räterepublik dar. Der republikanische Gedanke wurde ins Grundgesetz für die Bundesrepublik Deutschland übernommen. Das republikanische Prinzip taucht explizit allerdings nur in Art. 20 Abs. 1 auf: „Die Bundesrepublik Deutschland ist ein demokratischer und sozialer Bundesstaat.“ Dabei hat der Wortbestandteil „Republik“ in Artikel 20 Absatz 1 einen normativen Charakter.
In Verbindung mit der Ewigkeitsgarantie aus Art. 79 Abs. 3 des Grundgesetzes ist die Monarchie auf Dauer offiziell ausgeschlossen. Ähnlich die Lage in den Bundesländern durch Art. 28 Abs. 1 Satz 1 GG.

### Volksrepublik

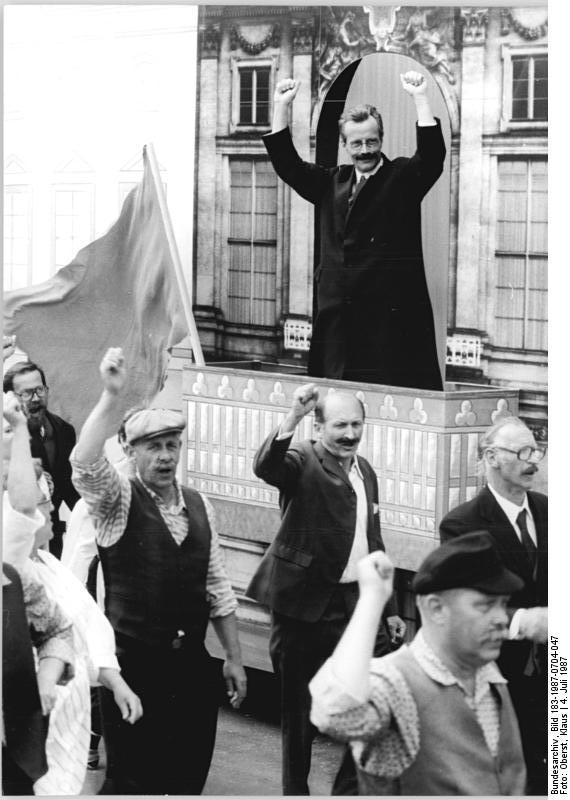
Auf der 750-Jahr-Feier Berlins (Ost), 1987: Darstellung von Karl Liebknecht, der 1918 eine sozialistische Republik ausgerufen hatte. Die erhobene Faust ist das Kampfsymbol (hier) der Kommunisten.

Eine Volksrepublik ist ein Staat mit einer (nach dem Verständnis der entsprechenden Regierungen) sozialistischen oder kommunistischen Regierungsform. Die Mitglieder der Regierung werden in der Regel nach bürokratischem Schema ausgewählt. Ein meist unverzichtbares Kriterium ist die Zugehörigkeit zur Gesellschaftsschicht der Werktätigen beziehungsweise Proletarier. Das heißt, Mitgliedern eines Adelsstandes, des Klerus oder eines wohlhabenden Bürgertums, der sogenannten Bourgeoisie, ist normalerweise der Zugang zu politischen Ämtern verwehrt. Kommunistische Ein-Parteien-Staaten mit dieser Regierungsform bezeichnen ihr Herrschaftsmodell selbst häufig als Diktatur des Proletariats.
Beispiele sind: die Demokratische Volksrepublik Korea, die Demokratische Volksrepublik Laos und die Volksrepublik China.

#### Räterepublik
Eine Räterepublik bezeichnet allgemein ein Herrschaftssystem, bei dem die Herrschaft vom Volk über direkt gewählte Räte ausgeübt wird. Beispiele für diese Herrschaftsform waren die Münchner Räterepublik oder die Union der Sozialistischen Sowjetrepubliken (Sowjet russisch für Rat).

#### Sozialistische Republik
Einige kommunistisch regierte Länder bezeichnen bzw. bezeichneten sich auch als „sozialistische Republik“, dazu zählten die Union der Sozialistischen Sowjetrepubliken, die Sozialistische Föderative Republik Jugoslawien und die Sozialistische Föderative Republik Birma sowie heute noch die Sozialistische Republik Vietnam, die Demokratische Sozialistische Republik Sri Lanka und die Sozialistische Republik Kuba.

### Aristokratische Republik
In einer aristokratischen Republik, einer durch den Adel (Adelsrepublik), das wohlhabende Bürgertum (Patrizier) oder bestimmte Stände (Ständeordnung) getragenen Regierungsform, wählt eine privilegierte Minderheit die Regierung. Fast alle heute in Europa anzutreffenden demokratischen Regierungsformen basieren auf landesspezifischen aristokratischen Vorläufermodellen, bei denen Adel, wohlhabendes Bürgertum oder Kirchenvertreter ein Mitbestimmungsrecht bei der Steuererhebung, Fragen der Gewaltenteilung oder Herrscherwahl hatten. Der Übergang von aristokratischen zu demokratischen Regierungsformen vollzog sich meist in der Form, dass zunächst allen Bürgern ein Wahlrecht zugestanden wurde, später dann Unterschiede in der Stimmengewichtung (Zensuswahlrecht), oder Ausschlüsse von Bürgerrechten für einzelne Bevölkerungsgruppen (Sklaven, Frauen, Angehörige ethnischer, sprachlicher oder religiöser Minoritäten) aufgehoben wurden.
Beispiele der Vergangenheit sind die Attische Demokratie, die Römische Republik, die Republik Venedig, die Adelsrepublik Polen-Litauen, die Schweiz in unterschiedlicher kantonaler Ausprägung seit Beginn ihrer staatlichen Konstituierung bis zum Beginn der Helvetischen Republik sowie die Republik der Sieben Vereinigten Niederlande.

### Konstitutionelle Republik
Die Staatsform der konstitutionellen Republik soll Gefahren der reinen Mehrheitsherrschaft in einer Demokratie vorbeugen, indem Minoritätsrechte vor der „Tyrannei der Mehrheit“ durch machtbeschränkende Maßnahmen für Regierungsorgane schützen sollen. Eine konstitutionelle Republik ist so konzipiert, dass „keine Person oder Gruppe zu absoluter Macht gelangen kann.“ Staatsoberhaupt und bedeutende Beamte sind gewählte Vertreter des Volkes und handeln entsprechend existierendem konstitutionellen Recht (Verfassung), welches die Beschränkung der Macht der Regierung über die Bürger garantiert. In einer konstitutionellen Republik sind die exekutiven, legislativen und judikativen Organe strikt voneinander getrennt, sodass kein Individuum und keine Gruppe absolute Macht erlangen kann.

### Diktatorische Republik
Die Regierungsform einer Republik wird Diktatur genannt, wenn das Staatsoberhaupt faktisch auf Lebenszeit regiert und die Regierung auf einer Zwangsherrschaft beruht. Häufig werden auch Volksrepubliken zu den diktatorisch regierten Republiken gezählt. Die Abgrenzung der Diktatur zur demokratischen Republik ist oft mit noch größeren Schwierigkeiten verbunden, da nahezu alle Diktatoren vorgeben, im Namen des Volkes zu handeln oder von ihm dazu legitimiert worden zu sein. Es ist – außer in einigen Volksrepubliken – bisher keine Staatsverfassung bekannt, die sich selbst offen als diktatorisch bezeichnet. Die Frage danach, ob ein Staat diktatorisch regiert wird, lässt sich daher nur aus den tatsächlichen Umständen herleiten. Da sich diese Umstände meist nur subjektiv beurteilen lassen, gehen die Meinungen über das Vorliegen einer Diktatur teilweise stark auseinander.

### Bundesrepublik
Eine Bundesrepublik (Bundesstaat) ist eine föderale Republik, ein Zusammenschluss (Verbund) mehrerer teilsouveräner Gliedstaaten. Das heißt aber nicht, dass es einem der Gliedstaaten ohne Weiteres erlaubt wäre, aus einer Bundesrepublik auszutreten, was eine Bundesrepublik beziehungsweise einen föderativen Gesamtstaat von einem Staatenbund (auch Konföderation genannt) unterscheidet.

### Islamische Republik
Staaten mit hohem islamischen Bevölkerungsanteil nennen die Staatsform ihres politischen Systems oft Islamische Republik, wodurch eine Rücksichtnahme auf islamische, traditionelle, religiöse Wertvorstellungen ausgedrückt werden soll. Eine islamische Republik wird nach islamischen Prinzipien regiert, etwa gemäß der Scharia.

### Abgrenzung Republik / Demokratie
Die Begriffe Republik und Demokratie werden häufig gleichbedeutend verwendet, streng genommen beziehen sie sich jedoch auf unterschiedliche Sachverhalte. Republik bezeichnet als Gegensatz zur Monarchie eine Staatsform, in der das Staatsoberhaupt nicht dynastisch, sondern über das Staatsvolk legitimiert ist; dagegen bezeichnet eine Demokratie als Gegensatz zur Diktatur ein System, in dem auch die tatsächliche Staatsgewalt vom Volk ausgeht und politische Entscheidungen nach dem Mehrheitsprinzip getroffen werden.
Allerdings gibt es auch Republiken, in denen die Nachfolge dynastisch geregelt ist. Besonders in Nordkorea wo in der Verfassung steht, dass die Kim-Dynastie ewig regieren soll. Auch in Syrien (bis zum Sturz Assads im Dezember 2024) und anderswo folgen Söhne (Töchter) ihren Vätern (Müttern) als Staatspräsidenten. 
Es lassen sich somit verschiedene Kombinationen von Republik und Demokratie unterscheiden:
- Demokratie und Republik
- Demokratie, aber nicht Republik
- keine Demokratie, aber Republik
- keine Demokratie und keine Republik

Über diese Unterscheidung hinaus wird häufig noch ein erweiterter Demokratiebegriff gebraucht, in dem auch Aspekte wie individuelle Grundrechte, die freie Marktwirtschaft oder eine offene Gesellschaft einbezogen werden. Hierfür wird häufig der Begriff westliche oder liberale Demokratie (ursprünglich in Abgrenzung zu „Volksdemokratien“) verwendet. Zugleich spricht man in diesem Zusammenhang aufgrund der bürgerlich-antiaristokratischen Tradition dieser Werte auch von republikanischen Prinzipien, obwohl auch die genannten parlamentarischen Monarchien sich an ihnen orientieren.

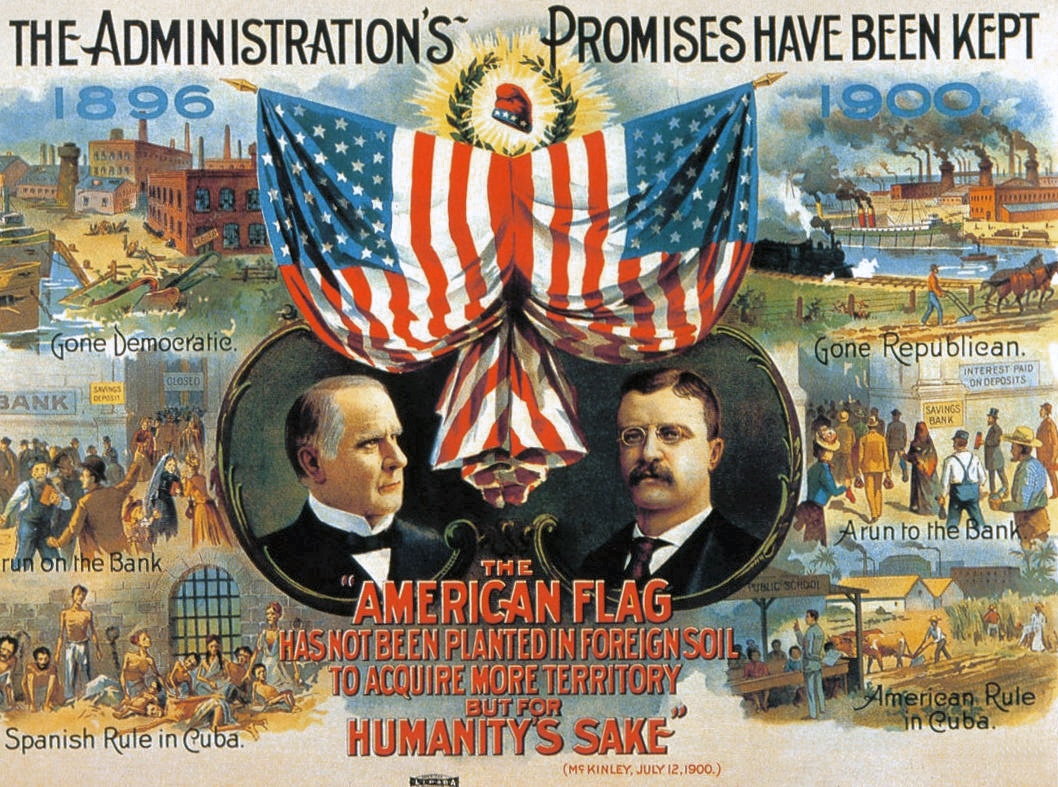
Die Republikanische Partei ist eine der beiden großen Parteien in den USA (Poster von 1900).

Eine andere Unterscheidung zwischen den Begriffen Demokratie und Republik fand sich in der Frühphase der USA. Die damaligen Demokraten wollten in möglichst kleinen Wahlkreisen ihre Geschicke weitgehend selbst bestimmen und strebten daher an, möglichst alle Macht bei den Staaten zu lassen und den Bund damit eher schwach und lose zu halten. Die Föderalisten, die als Vorläufer der Republikanischen Partei angesehen werden, befürworteten hingegen einen starken Bundesstaat. Ihr Hauptargument gegen die direkte Demokratie war die Gefahr der Bildung von Kleingruppen, die ihre eigenen kurzfristigen Interessen über die des langfristigen Gemeinwohls stellten. Die Gefahr, dass solch eine Gruppe sich durchsetzte, war nach Ansicht der Föderalisten bei einer nur kleinen Wählerschaft erheblich größer (vgl. Federalist Paper No. 10). Im Bürgerkrieg verteidigten die Republikaner unter Abraham Lincoln daher die Union gegen die Konföderierten der Südstaaten, wo vor allem Demokraten an der Macht waren.

## Freistaat
In Deutschland wurde ab dem 17. und 18. Jahrhundert – als die Übersetzung des lateinischen Wortes für Republik (libera res publica) – verschiedentlich auch der Begriff Freystaat verwendet. So erklärte sich die Freie und Hansestadt Lübeck in ihrer Verfassung von 1848 zum Freistaat.
Die Weimarer Reichsverfassung (1919) verwendet den Begriff als Synonym für Republik, wenn sie in Art. 17 bestimmt: „Jedes Land muss eine freistaatliche Verfassung haben.“ Dementsprechend wurde in der Weimarer Republik der Begriff des Freistaats in vielen Landesverfassungen im Deutschen Reich aufgegriffen.
In der Bundesrepublik Deutschland sehen sich die deutschen Länder Bayern, Sachsen und Thüringen in der Tradition des Begriffs und führen diese Bezeichnung als offiziellen Namensbestandteil, um damit auf ihre republikanische Tradition (seit der Novemberrevolution 1918/19) hinzuweisen.